# Laaya
Laaya is een bestuurslaag in het regentschap Noord-Nias van de provincie Noord-Sumatra, Indonesië. Laaya telt 254 inwoners (volkstelling 2010).